# Kalaw
Kalaw (amtlich: ကလောမြို့) ist ein Ort am Westrand der Shan-Berge in Myanmar mit etwa 58.000 Einwohnern (Stand 2014) und liegt auf etwa 1320 m Höhe. Er liegt etwa in der Mitte zwischen den größeren Städten Thazi und Taunggyi und wird als Eintrittsort in den südlichen Shan-Staat betrachtet.

## Geographie
Der Ort liegt auf dem Shan-Plateau im Osten Myanmars am südöstlichen Rand des Shan-Staates. Der Ort war während der britischen Kolonialzeit aufgrund des angenehmen kühlen Klimas als Luftkurort („Hill Station“) unter den Soldaten und deren Angehörigen beliebt.

## Bevölkerung
Der Ort ist von mehreren Dörfern der Shan-Bergvölker umgeben. Die Bevölkerung von Kalaw besteht zum größten Teil aus Shan, hinzu kommen Nachfahren nepalesischer Gurkhas sowie indischer Hindus und Muslime, die in der Kolonialzeit von den Engländern zum Eisenbahn- und Straßenbau sowie mit dem britischen Militär ins Land kamen.

## Sehenswürdigkeiten und Touristik
Im Ort gibt es mehrere Pagoden, die Shwe Oo Min Höhle mit 700 Buddha-Figuren, Kirchen und eine Moschee. In Kalaw befinden sich vier Tempel: der Aung-Cha-Tha-Tempel im Zentrum der Stadt mit spiegelverziertem Stupa und vier Buddha-Figuren im Innenbereich, der Dama-Yon-Tha-Tempel ebenfalls im Stadtzentrum, die Hsu-Taung-Pye-Pagode mit mehreren kleinen Stupas und das Thane-Taung-Kloster auf einem Hügel nördlich der Stadt. Ebenfalls im Zentrum der Stadt befindet sich die Christ-the-King-Church, eine aus Backstein gebaut katholische Kirche mit einer Christusstatue aus Italien.
Zu den wichtigsten Touristenattraktionen der Stadt gehört zudem der Markt, der alle fünf Tage in Kalaw stattfindet und bei dem vor allem die Bewohner der benachbarten Dörfer ihre Waren anbieten. Im Ort gibt es zahlreiche Hotels und auch Restaurants.
Die in der Umgebung befindlichen Ortschaften sowie die Höhlen von Pindaya können als Tagestouren besucht werden. Heute ist Kalaw zudem vor allem Ausgangspunkt für Trekking-Touren zum nahegelegenen Inle-See.

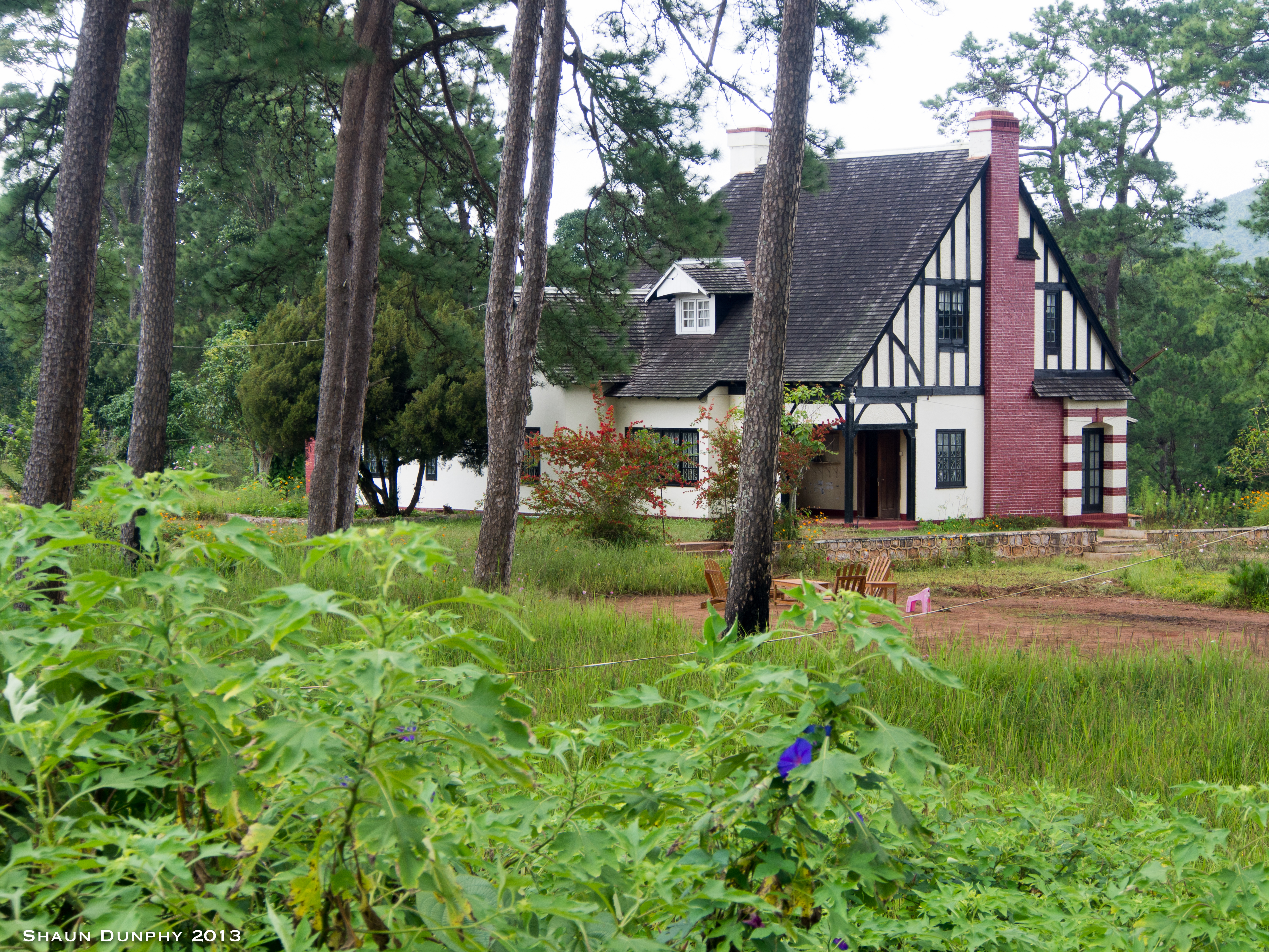
Amara Resort, eine frühere britische Residenz in Kalaw
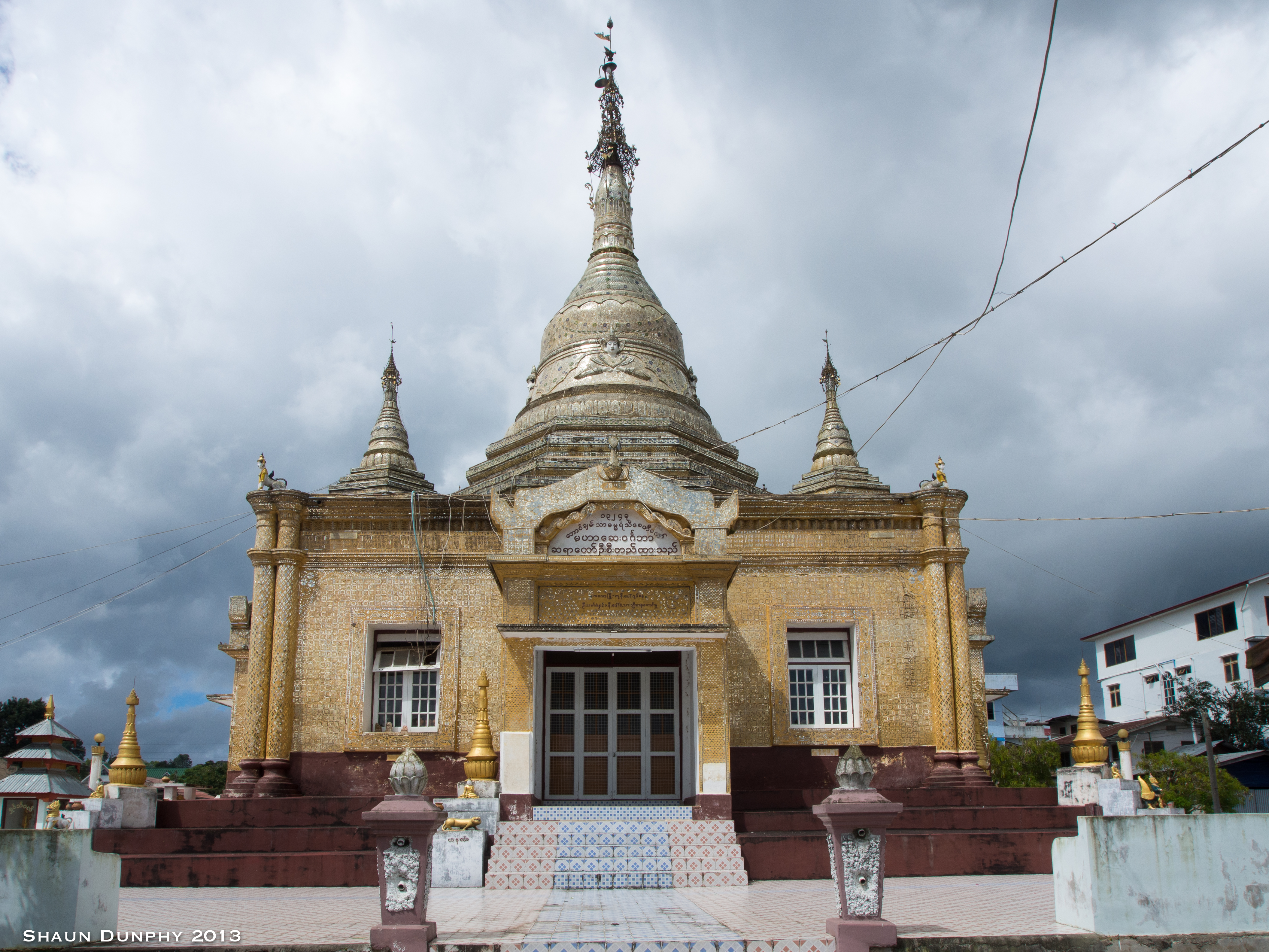
Aung-Cha-Tha-Tempel
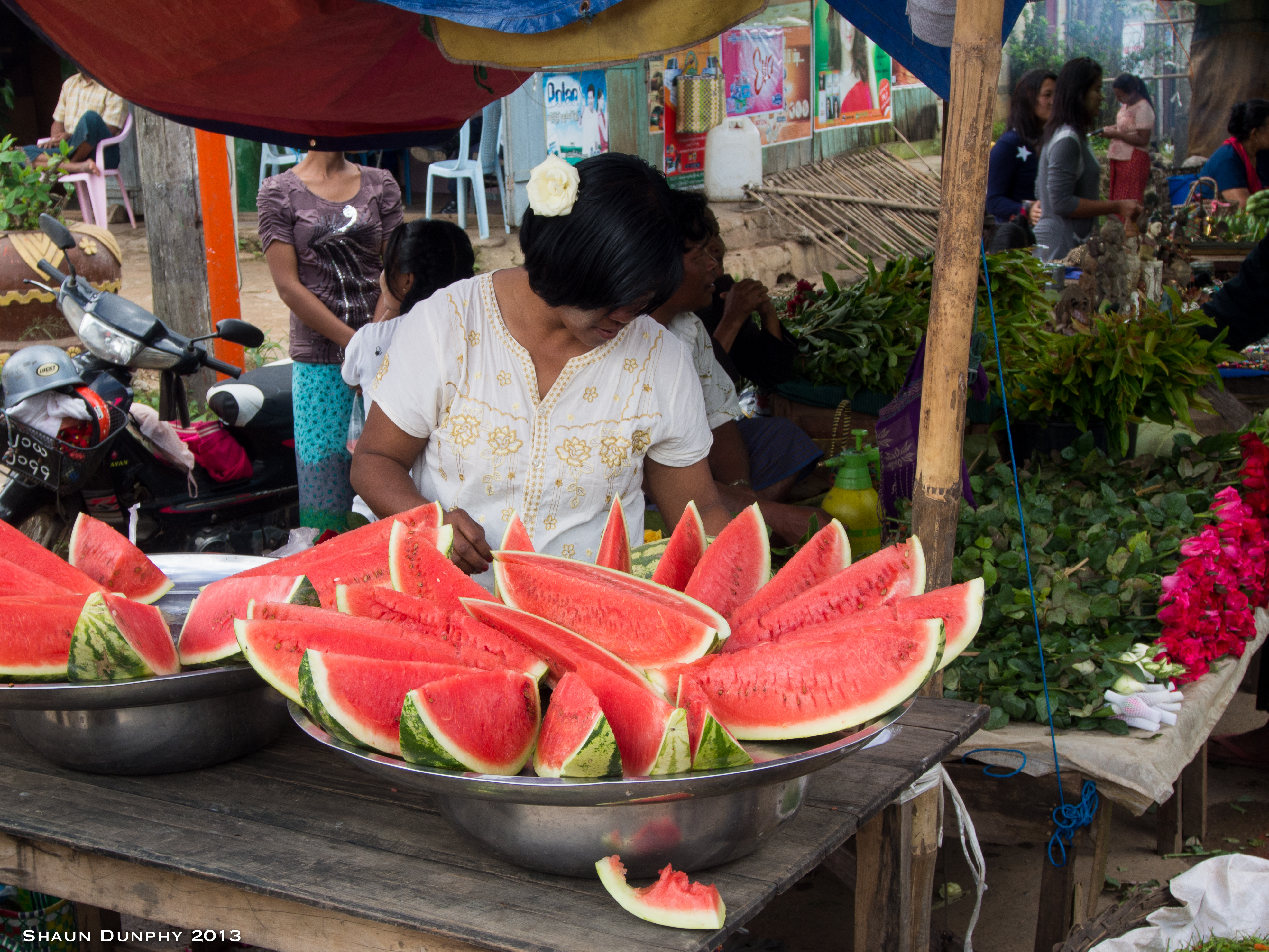
Marktszene in Kalaw
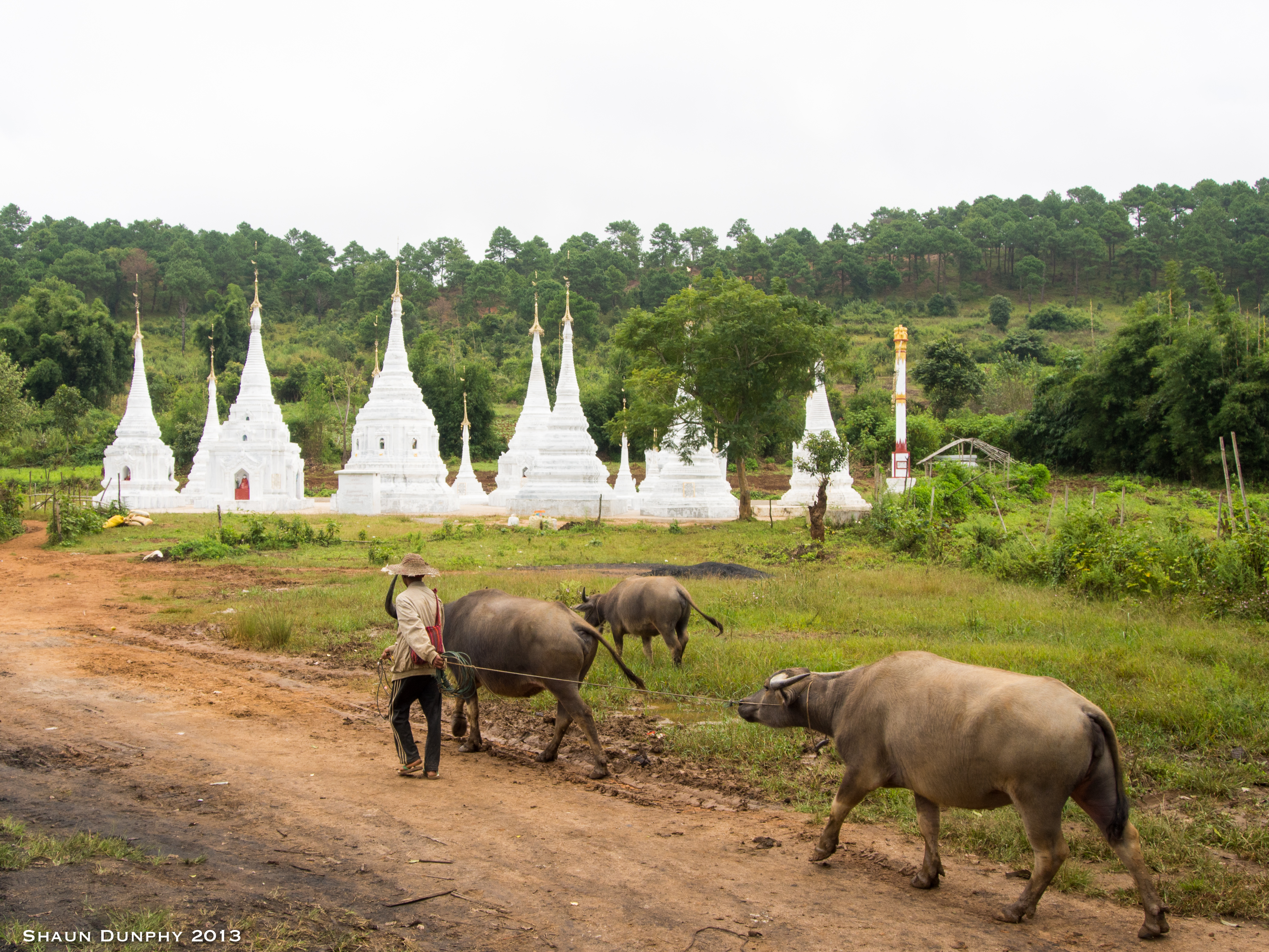
Hsu-Taung-Pye-Pagode mit mehreren kleinen Stupas
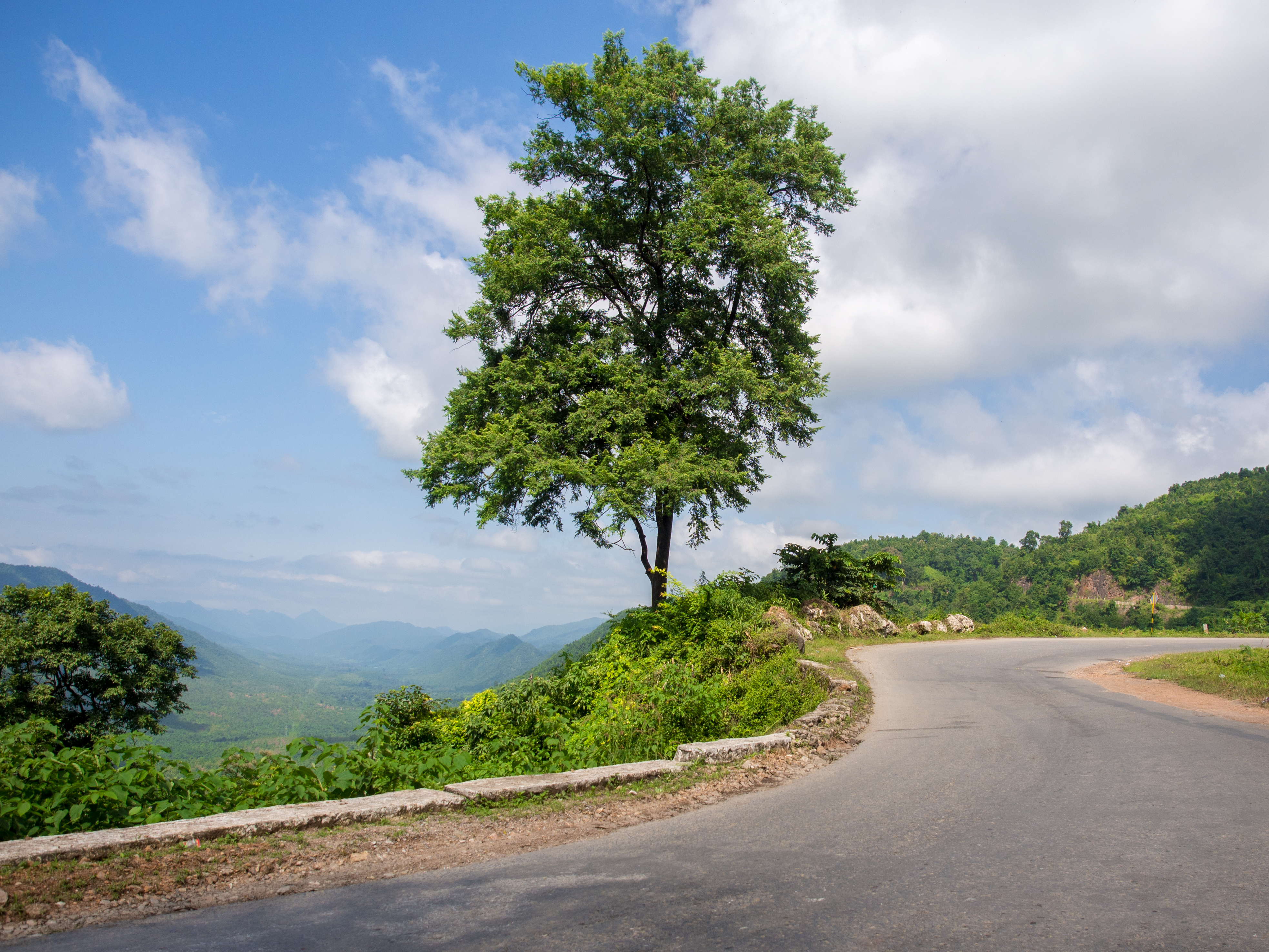
Fernstraße 4 (NH4) in der Nähe der Ortschaft Kalaw

## Verkehr

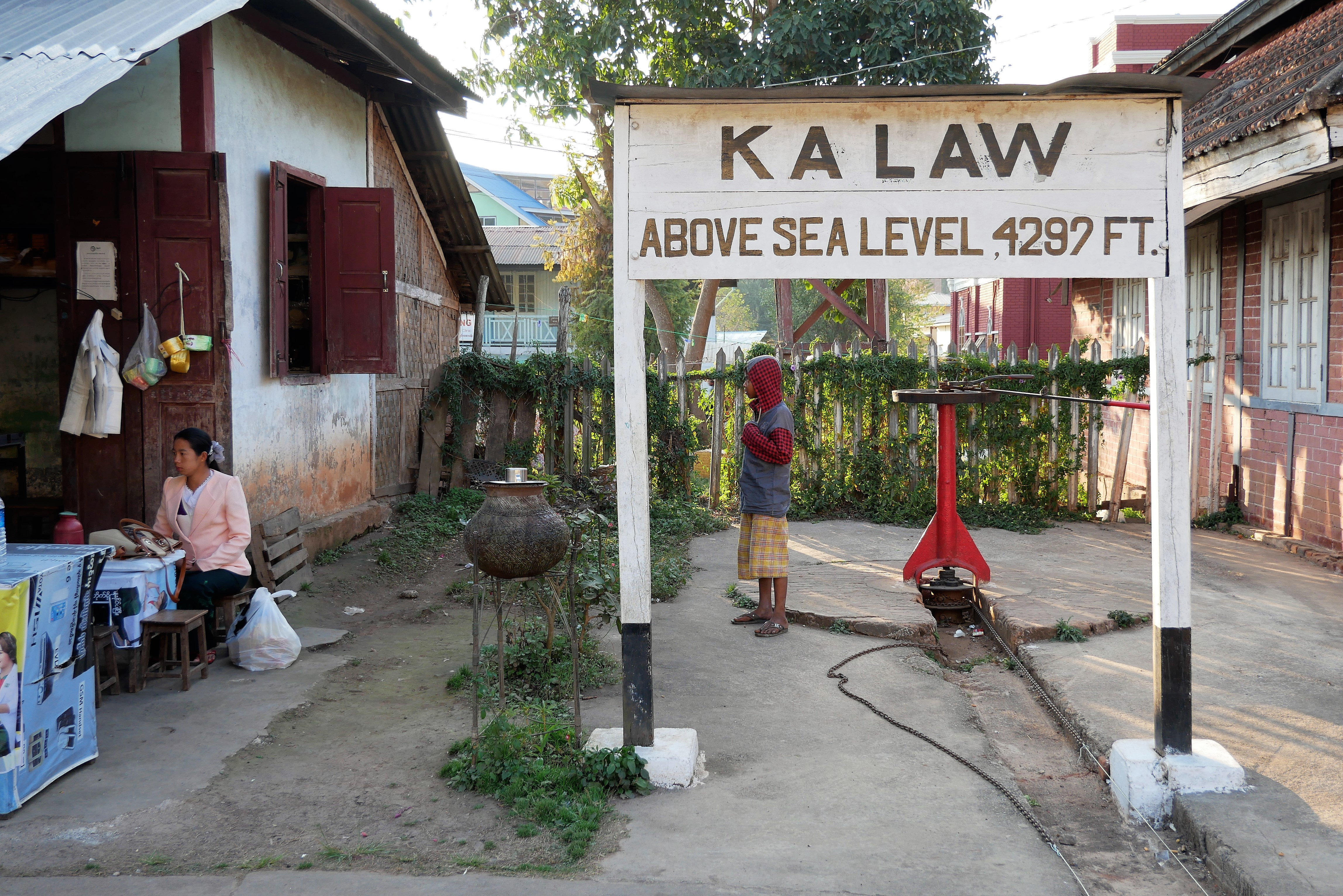
Bahnhof in Kalaw

Der Ort ist sowohl über Straße dem National Highway 4 (NH4) wie auch die Eisenbahn an die Infrastruktur des Landes angeschlossen. Für Touristen werden Expressbusse von Kalaw in die umliegenden Ortschaften und vor allem nach Pindaya angeboten. Die Eisenbahnstrecke führt nach Thazi und nach Shwenyaung, wobei die Fahrtzeit bis Thazi etwa vier bis fünf Stunden und die nach Shwenyaung etwa drei Stunden dauert. Der nächste Flughafen befindet sich in Heho östlich von Kalaw.

## Trivia
Kalaw ist der Hauptschauplatz des Romans „Das Herzenhören“ von Jan-Philipp Sendker.

## Belege
1. ↑  Kalaw bei citypopulation.de (Daten zur Volkszählung nach The 2014 Myanmar Population and Housing Census - The Union Report, Mai 2015, Myanmar Department of Population).
2. 1 2 3 4 5 6 7  „Kalaw“. In: A. und M. Markand, Martin H. Petrich, Volker Klinkmüller: Myanmar (Birma). Stefan Loose Travel Handbücher, DuMont Reiseverlag, Berlin 2003; S. 350–358. ISBN 978-3-89794-261-5.
3. 1 2 3  „Kalaw“. In: Tobias Esche: Myanmar. Unterwegs im Land der weißen Elefanten. Trescher Verlag, Berlin 2014; S. 196–198. ISBN 978-3-89794-261-5.
4. ↑  Kalaw - the former British Colonial Town and the Colours of the Shan Hills auf myanmarinsider.blogspot.com, 21. Dezember 2014; abgerufen am 17. November 2019